# Chidika
Chidika (en népalais : चिदीका) est un comité de développement villageois du Népal situé dans le district d'Arghakhanchi. Au recensement de 2011, il comptait 3 345 habitants.